# Snuitwaterzweefvlieg
De snuitwaterzweefvlieg (Anasimyia lineata) is een vliegensoort uit de familie van de zweefvliegen (Syrphidae). De wetenschappelijke naam van de soort is voor het eerst geldig gepubliceerd in 1787 door Fabricius.